# Juntos por Córdoba
Juntos por Córdoba fue una alianza en la provincia de Córdoba, Argentina, conformada por la Unión Cívica Radical, el Frente Cívico de Córdoba, Propuesta Republicana y la Coalición Cívica ARI.

## Historia
La alianza fue presentada el 24 de abril de 2015 en una entrevista en la cual también estuvieron presentes Ernesto Sanz presidente del Comité Nacional de la UCR y Mauricio Macri líder del PRO, ambos candidatos a Presidente de la Nación. En esa entrevista se presentó a la fórmula a Gobernador de la provincia a los diputados Oscar Aguad de la UCR como candidato a Gobernador y Héctor Baldassi del PRO como candidato a Vicegobernador. Luis Juez fue el jefe de campaña aunque en una ocasión reconoció que le hubiese gustado ser el candidato en las elecciones en el 2007".
La fórmula para la intendencia de la ciudad de Córdoba que representaría a Juntos por Córdoba seria el intendente Ramón Javier Mestre (UCR) quien buscaría su reelección, que en el comienzo quería ir como el candidato a Gobernador y Felipe Labaque (PRO) iría como candidato a Viceintendente. [cita requerida]Después del anuncio de la fórmula para la intendencia de Córdoba muchos llegaron a interponerse, Oscar Aguad candidato a gobernador intentó ir a internas dentro del partido presentando como su candidato a su yerno, el legislador provincial Rodrigo de Loredo pero días antes de las internas los líderes pidieron que se respetara a los candidatos que se habían elegido. La Coalición Cívica ARI se unió a Juntos por Córdoba antes de las elecciones a Intendente así como esta la alianza a nivel nacional (Cambiemos). La alianza en la ciudad quedó formada por la Unión Cívica Radical, PRO y la Coalición Cívica ARI.
Luis Juez, además de ser el jefe de campaña para la Gobernación, también iría por su reelección para senador nacional y al igual que Oscar Aguad no estaba de acuerdo con que Mestre fuera el candidato a intendente por lo cual decidió lanzar su candidatura a intendente en alianza con la peronista y concejal Olga Riutort diciendo "La alianza que hicimos con Macri y los radicales era para la gobernación, nunca acordamos que también para la ciudad", "Con Olga, veníamos planeando y trabajando en esta alianza hace 2 años", "No podemos dejar la ciudad en manos de un chico caprichoso".[cita requerida]
Para las elecciones legislativas de 2017, el frente se presentó como Cambiemos, a tono con la alianza nacional a la que pertenece, llevando como primer candidato a diputado nacional a Héctor Baldassi del PRO. La alianza obtuvo el triunfo en aquellos comicios.
Más adelante, surge el nombre Cambiemos Córdoba, con la mirada puesta en las elecciones provinciales de 2019. Finalmente este año los integrantes de la coalición no llegan a un acuerdo con respecto a las candidaturas. Los partidos se presentan separados a las elecciones a celebrarse el 12 de mayo: por un lado, el PRO, el Frente Cívico, la Coalición Cívica y algunos radicales deciden competir agrupados en la alianza Córdoba Cambia, encabezada por el diputado nacional por la UCR, Mario Raúl Negri. Con este acuerdo, además del candidato para la gobernación, se definió qué Juez sería el candidato del espacio para la intendencia de la ciudad de Córdoba.
Por otro lado, la Unión Cívica Radical decide competir sin conformar alianza, bajo el liderazgo del presidente del partido e Intendente de la Ciudad de Córdoba, Ramón Javier Mestre, como candidato a Gobernador. El candidato a intendente de Córdoba fue Rodrigo de Loredo.

## Elecciones a Gobernador de Córdoba 2015
Las elecciones para Gobernador se celebraron el 5 de julio de 2015, en esa elección la fórmula de Juntos por Córdoba quedaría en segundo lugar perdiendo contra la fórmula del oficialismo. 
| Fórmula                              | Partido                                | Votos   | Porcentaje |
| ------------------------------------ | -------------------------------------- | ------- | ---------- |
| Juan Schiaretti Martín Llaryora      | Unión por Córdoba                      | 722.858 | 39,86%     |
| Oscar Aguad Héctor Baldassi          | Juntos por Córdoba                     | 612.555 | 33,78%     |
| Eduardo Accastello Luis Buenaventura | Córdoba Podemos                        | 312.004 | 17,20%     |
| Liliana Olivero Hernan Puddu         | Frente de Izquierda y los Trabajadores | 89.386  | 4,92%      |

## Elecciones a Intendente de Córdoba

### Elecciones a Intendente Córdoba 2015
El día 13 de septiembre se celebraron las elecciones a Intendente de Córdoba, donde se presentó la fórmula de Juntos por Córdoba que llevaba al Radical, Ramón Javier Mestre como candidato a su reelección acompañado por Felipe Labaque del Pro como candidato a Viceintendente. Por otro lado se presentó Luis Juez también miembro de Juntos por Córdoba, pero no estaba de acuerdo con que el candidato a Intendente fuera Ramón Mestre, según sus palabras "no podemos dejar la ciudad en manos de un chico caprichoso". Por esa razón el ex intendente y Senador Nacional decidió presentarse pero en una alianza con la Concejal y antigua rival Olga Riutort.
| Fórmula                            | Partido                                                                            | Votos | Porcentaje |
| ---------------------------------- | ---------------------------------------------------------------------------------- | ----- | ---------- |
| Ramón Javier Mestre Felipe Lábaque | Juntos por Córdoba Unión Cívica Radical-Propuesta Republicana-Coalición Cívica ARI |       | 32,18%     |
| Tomas Méndez Marcelo Pascual       | Movimiento ADN                                                                     |       | 23,05%     |
| Esteban Domina Adrián Brito        | Unión por Córdoba                                                                  |       | 17,34%     |
| Luis Juez Olga Riutort             | Alianza Fuerza de la Gente Frente Cívico de Córdoba-La Fuerza de la Gente          |       | 15,86%     |

### Elección Intendente de Córdoba 2019
Para las Elecciones a Intendente de la Ciudad de Córdoba el Radicalismo había presentado varios precandidatos, quien ganara la interna representaría al partido. El PRO tenía dos precandidatos a Viceintendente, Felipe Labaque y la Legisladora Provincial Soher El Sukaria. En febrero del 2019 se confirmó que competirían cuatro listas: la de los radicales, Rodrigo de Loredo con apoyo del intendente Ramón Mestre, la del Angelocista Jorge Orgaz y del legislador provincial, Miguel Nicolás, por último la lista del exembajador de Ecuador y líder del Frente Cívico, Luis Juez. 
Todo cambió cuando la alianza se rompió y la Unión Cívica Radical canceló la interna y presentó como candidato a Rodrigo de Loredo acompañado por el mestrista Alfredo Sapp que irían por la lista tres, mientras que Luis Juez sería acompañado por la radical Alicia Migliore. En las elecciones, el peronismo resultó vencedor quedando Juez en segundo lugar y de Loredo en tercero con el 19,33% de los votos consiguiendo más votos que su socio Mestre.
| Candidato                        | Partido                   | Porcentaje | Votos   |
| -------------------------------- | ------------------------- | ---------- | ------- |
| Martín Llaryora Daniel Passerini | Hacemos por Córdoba       | 40,16%     | 277.564 |
| Luis Juez Alicia Migliore (UCR)  | Córdoba Cambia            | 21,69%     | 149.913 |
| Rodrigo de Loredo Alfredo Sapp   | Unión Cívica Radical      | 19,33%     | 133.626 |
| Juan Pablo Quinteros César Orgaz | Encuentro Vecinal Córdoba | 5,58%      | 38.558  |

Semanas después la alianza volvería a formarse. Aunque los concejales que resultaron elegidos decidieron que a partir del 10 de diciembre tendrán sus bloques.

## Precandidatos a Gobernador de Córdoba 2019

### Unión Cívica Radical
- Mario Negri, Diputado de la Nación Argentina 1993-2001, 2003-2007 y desde 2011
- Ramón Javier Mestre, Intendente de la Ciudad de Córdoba desde 2011

| Candidato a gobernador | Candidato a vicegobernador |
| ---------------------- | -------------------------- |
| Mario Negri            | Héctor Baldassi            |
| Ramón Javier Mestre    | Carlos Briner              |

En el mes de febrero de 2019 se confirmó que había dos fórmulas para gobernador ya que Héctor Baldassi del PRO bajó su candidatura y acordó acompañar a Mario Negri como su candidato a vicegobernador. Ramón Mestre presentó a Carlos Briner, intendente de Bell Ville como su candidato a vicegobernador para las internas del 17 de marzo donde enfrentará a la fórmula Negri-Baldassi.

## Legisladores Provinciales

### Unión Cívica Radical
2015-2019
| Legislador                                                             | Inicio     | Final      | Bloque                                                                              |
| ---------------------------------------------------------------------- | ---------- | ---------- | ----------------------------------------------------------------------------------- |
| * Orlando Arduh (Pte Bloque e Interbloque)                             | 10/12/2011 | 10/12/2019 | Unión Cívica Radical (12) entraron 13 pero quedaron 12 tras la muerte de Jorge Font |
| * Miguel Nicolás                                                       | 10/12/2015 | 10/12/2019 | Unión Cívica Radical (12) entraron 13 pero quedaron 12 tras la muerte de Jorge Font |
| * María Elisa Caffaratti                                               | 10/12/2011 | 10/12/2019 | Unión Cívica Radical (12) entraron 13 pero quedaron 12 tras la muerte de Jorge Font |
| * Hugo Alfonso Capdevila                                               | 10/12/2015 | 10/12/2019 | Unión Cívica Radical (12) entraron 13 pero quedaron 12 tras la muerte de Jorge Font |
| * Gustavo Carrera                                                      | 10/12/2015 | 10/12/2019 | Unión Cívica Radical (12) entraron 13 pero quedaron 12 tras la muerte de Jorge Font |
| * Carlos Alberto Ciprian                                               | 10/12/2015 | 10/12/2019 | Unión Cívica Radical (12) entraron 13 pero quedaron 12 tras la muerte de Jorge Font |
| * José Eugenio Díaz                                                    | 10/12/2015 | 10/12/2019 | Unión Cívica Radical (12) entraron 13 pero quedaron 12 tras la muerte de Jorge Font |
| * Javier Bee Sellares                                                  | 15/11/2017 | 10/12/2019 | Unión Cívica Radical (12) entraron 13 pero quedaron 12 tras la muerte de Jorge Font |
| * Verónica Elvira Gazzoni                                              | 10/12/2015 | 10/12/2019 | Unión Cívica Radical (12) entraron 13 pero quedaron 12 tras la muerte de Jorge Font |
| * Víctor Abel Lino                                                     | 10/12/2015 | 10/12/2019 | Unión Cívica Radical (12) entraron 13 pero quedaron 12 tras la muerte de Jorge Font |
| * Benigno Antonio Rins                                                 | 10/12/2015 | 10/12/2019 | Unión Cívica Radical (12) entraron 13 pero quedaron 12 tras la muerte de Jorge Font |
| * Amalia Andrea Vagni                                                  | 10/12/2015 | 10/12/2019 | Unión Cívica Radical (12) entraron 13 pero quedaron 12 tras la muerte de Jorge Font |
| * Jorge Font (falleció)                                                | 10/12/2015 | 29/11/2016 |                                                                                     |
| * Ana María Ferrando (ocupó la banca de Bee Sellares hasta su retorno) | 10/12/2015 | 15/11/2017 |                                                                                     |

2019-2023
| Legislador                                 | Inicio     | Final | Bloque                                                     |
| ------------------------------------------ | ---------- | ----- | ---------------------------------------------------------- |
| * Orlando Arduh (Pte.Bloque e Interbloque) | 10/12/2011 |       | Unión Cívica Radical (7), interbloque Juntos por el Cambio |
| * María Elisa Caffaratti                   | 10/12/2011 |       | Unión Cívica Radical (7), interbloque Juntos por el Cambio |
| * Juan Jure                                | 10/12/2019 |       | Unión Cívica Radical (7), interbloque Juntos por el Cambio |
| * Raúl Recalde                             | 10/12/2019 |       | Unión Cívica Radical (7), interbloque Juntos por el Cambio |
| * Daniela Gudiño                           | 10/12/2019 |       | Unión Cívica Radical (7), interbloque Juntos por el Cambio |
| * Patricia de Ferrari                      | 10/12/2019 |       | Unión Cívica Radical (7), interbloque Juntos por el Cambio |
| * Alberto Ambrosio                         | 10/12/2019 |       | Unión Cívica Radical (7), interbloque Juntos por el Cambio |

| Legislador                              | Inicio     | Final | Bloque                                                                    |
| --------------------------------------- | ---------- | ----- | ------------------------------------------------------------------------- |
| * Benigno Antonio Rins (Pte del Bloque) | 10/12/2015 |       | Unión Cívica Radical (5) que entraron por la lista de Ramón Javier Mestre |
| * María Garade Panetta                  | 10/12/2019 |       | Unión Cívica Radical (5) que entraron por la lista de Ramón Javier Mestre |
| * Dante Rossi                           | 10/12/2019 |       | Unión Cívica Radical (5) que entraron por la lista de Ramón Javier Mestre |
| * Marisa Carrillo                       | 10/12/2019 |       | Unión Cívica Radical (5) que entraron por la lista de Ramón Javier Mestre |
| * Marcelo Cossar                        | 10/12/2019 |       | Unión Cívica Radical (5) que entraron por la lista de Ramón Javier Mestre |

### Frente Cívico
2015-2019
| Legislador                                                                               | Inicio     | Final      | Bloque            |
| ---------------------------------------------------------------------------------------- | ---------- | ---------- | ----------------- |
| * Juez, Daniel Alejandro                                                                 | 10/12/2015 | 10/12/2019 | Frente Cívico (6) |
| * Pelloni, Fernando José                                                                 | 10/12/2015 | 10/12/2019 | Frente Cívico (6) |
| * Quinteros, Juan Pablo                                                                  | 10/12/2015 | 13/3/2019  | Frente Cívico (6) |
| * Serafín, Marina Mabel                                                                  | 10/12/2015 | 10/12/2019 | Frente Cívico (6) |
| * Tinti, Marcela Noemi                                                                   | 10/12/2015 | 10/12/2019 | Frente Cívico (6) |
| * Somoza, Adolfo Edgar (ocupa la banca que la legisladora Oviedo dejó)                   | 10/12/2015 | 10/12/2019 | Frente Cívico (6) |
| * Oviedo, Adriana Miriam (en el 2016 dejó el Frente Cívico y se fue a Unión por Córdoba) |            |            |                   |

### PRO
2015-2019
| Legislador                 | Inicio     | Final      | Bloque  |
| -------------------------- | ---------- | ---------- | ------- |
| * Darío Gustavo Capitani   | 10/12/2015 | 10/12/2019 | PRO (3) |
| * Soher El Sukaria         | 10/12/2015 | 10/12/2019 | PRO (3) |
| * Viviana Cristina Massare | 10/12/2015 | 10/12/2019 | PRO (3) |

2019-2023
| Legislador                                     | Inicio     | Final | Bloque                                    |
| ---------------------------------------------- | ---------- | ----- | ----------------------------------------- |
| * Darío Gustavo Capitani (Vicepte Interbloque) | 10/12/2015 |       | PRO (2), interbloque Juntos por el Cambio |
| * Silvia Paleo                                 | 10/12/2019 |       | PRO (2), interbloque Juntos por el Cambio |

## Senadores Nacionales
| Retrato | Senador                                | Inicio     | Final      |
| ------- | -------------------------------------- | ---------- | ---------- |
|         | Laura Rodríguez Machado (PRO)          | 10/12/2015 | 10/12/2021 |
|         | Ernesto Félix Martínez (Frente Cívico) | 10/12/2015 | 10/12/2021 |

## Diputados Nacionales

### Unión Cívica Radical
| Retrato | Diputado                                                                       | Inicio     | Final      | Bloque                   |
| ------- | ------------------------------------------------------------------------------ | ---------- | ---------- | ------------------------ |
|         | Mario Negri Presidente del bloque UCR y del Interbloque Cambiemos en la cámara | 10/12/2011 |            | Unión Cívica Radical (5) |
|         | Diego Mestre                                                                   | 10/12/2013 | 10/12/2021 | Unión Cívica Radical (5) |
|         | Soledad Carrizo                                                                | 10/12/2013 | 10/12/2021 | Unión Cívica Radical (5) |
|         | Brenda Austin                                                                  | 10/12/2016 | 10/12/2021 | Unión Cívica Radical (5) |
|         | Víctor Hugo Romero                                                             | 10/12/2019 |            | Unión Cívica Radical (5) |

Diputados radicales que terminaron mandato
| Retrato | Diputado         | Inicio     | Final      |
| ------- | ---------------- | ---------- | ---------- |
|         | Olga María Rista | 10/12/2015 | 10/12/2019 |

### PRO
| Retrato | Diputado         | Inicio     | Final      | Bloque  |
| ------- | ---------------- | ---------- | ---------- | ------- |
|         | Héctor Baldassi  | 10/12/2013 | 10/12/2021 | PRO (4) |
|         | Gabriel Frizza   | 10/12/2017 | 10/12/2021 | PRO (4) |
|         | Soher El Sukaria | 10/12/2019 |            | PRO (4) |
|         | Adriana Ruarte   | 10/12/2019 |            | PRO (4) |

Diputados del PRO que terminaron Mandato
| Retrato | Diputado       | Inicio     | Final      |
| ------- | -------------- | ---------- | ---------- |
|         | Javier Pretto  | 10/12/2015 | 10/12/2019 |
|         | Nicolás Massot | 10/12/2015 | 10/12/2019 |

### Coalición Cívica ARI
| Retrato | Diputado                | Inicio     | Final | Bloque                   |
| ------- | ----------------------- | ---------- | ----- | ------------------------ |
|         | Leonor Martínez Villada | 10/12/2015 |       | Coalición Cívica ARI (1) |